# Obrium rufulum
Obrium rufulum là một loài bọ cánh cứng trong họ Cerambycidae.